# شهرستان میسوکی
شهرستان میسوکی (به انگلیسی: Missaukee County) یک منطقهٔ مسکونی در ایالات متحده آمریکا است که در میشیگان واقع شده‌است. شهرستان میسوکی ۱٬۴۸۶٫۶۶ کیلومتر مربع مساحت دارد.